# Championnat des Bermudes de football 1976-1977
Navigation
Saison 1973-1974 Saison 1995-1996
La saison 1976-1977 du Championnat des Bermudes de football est la quatorzième édition de la Premier Division, le championnat de première division aux Bermudes. Les dix formations de l'élite sont réunies au sein d'une poule unique où elles s'affrontent deux fois au cours de la saison. À l'issue du championnat, les deux derniers du classement final sont relégués et remplacées par les deux meilleures équipes de deuxième division.
C'est le PHC Zebras qui remporte cette saison après avoir terminé en tête du classement final, avec un seul point d'avance sur le Somerset Cricket Club Trojans et les Southampton Rangers. Il s’agit du second titre de champion des Bermudes de l'histoire du club après celui remporté en 1971.

## Les clubs participants
- Young Men's Social Club
- Somerset Cricket Club Trojans
- Southampton Rangers
- Warwick FC
- PHC Zebras
- Wellington Rovers
- North Village Community Club
- Devonshire Colts
- Hotels International FC
- Devonshire Cougars

## Compétition
Le barème de points servant à établir le classement se décompose ainsi :
- Victoire : 2 points
- Match nul : 1 point
- Défaite : 0 point

### Classement
| Rang | Équipe                         | Pts | J  | G  | N | P  | Bp | Bc  | Diff |
| ---- | ------------------------------ | --- | -- | -- | - | -- | -- | --- | ---- |
| 1    | PHC Zebras                     | 24  | 18 | 10 | 4 | 4  | 42 | 24  | +18  |
| 2    | Somerset Cricket Club TrojansC | 23  | 18 | 10 | 3 | 5  | 52 | 21  | +31  |
| 3    | Southampton Rangers            | 23  | 18 | 10 | 3 | 5  | 43 | 25  | +18  |
| 4    | Devonshire Colts               | 21  | 18 | 8  | 5 | 5  | 25 | 18  | +7   |
| 5    | Warwick FC                     | 19  | 18 | 7  | 5 | 6  | 27 | 27  | 0    |
| 6    | North Village Community ClubT  | 18  | 18 | 6  | 6 | 6  | 35 | 28  | +7   |
| 7    | Young Men's Social Club        | 18  | 18 | 7  | 4 | 7  | 34 | 28  | +6   |
| 8    | Hotels International FC        | 17  | 18 | 6  | 5 | 7  | 35 | 24  | +11  |
| 9    | Devonshire Cougars             | 17  | 18 | 7  | 3 | 8  | 26 | 32  | -6   |
| 10   | Wellington Rovers              | 0   | 18 | 0  | 0 | 18 | 10 | 102 | -92  |

|  | Champion des Bermudes 1976-1977                            |
|  | Relégation en Second Division                              |
|  | T : Tenant du titre C : Vainqueur de la Coupe des Bermudes |

## Bilan de la saison
| Championnat des Bermudes de football 1976-1977 |                               |
| Champion                                       | PHC Zebras (2e titre)         |
| Coupes et trophées                             |                               |
| Vainqueur de la Coupe des Bermudes 1976-1977   | Somerset Cricket Club Trojans |
| Qualifications continentales                   |                               |
| Coupe des champions de la CONCACAF 1978        | PHC Zebras                    |
| Promotions et relégations                      |                               |
| Promus en Premier Division                     | Inconnus                      |
| Relégués en Second Division                    | Devonshire Cougars            |
| Relégués en Second Division                    | Wellington Rovers             |